# 外貌吸引力
外貌吸引力，或稱外表吸引力、體徵美、身體吸引力等，是一個人的身體特徵（或外貌）令人愉悅或美麗的程度。該術語通常暗示性吸引力等，但也可以指涉其他方面。有很多因素會影響一個人對另一個人的吸引力，身體方面就是其中之一，這在不同文化的族群中普遍存在，例如面部對稱性（英語：Facial symmetry）、社會文化相關屬性和特定個體獨有的個人偏好。
在許多情況下，人類下意識地將積極的特徵，如智力和誠實，與外表有吸引力的人聯繫起來。 在美國和英國的研究發現，男性的智力和外表吸引力之間的關聯比女性更強。 演化心理學者試圖回答為什麼身體上更有吸引力的人平均也應該更聰明。 一個人的身體特徵可以發出生育能力和健康狀態的信號，統計模型研究表明，面部形狀以及身體脂肪，也會影響觀察者對此人健康的看法。 具有這些因素的人會增加繁殖成功率。
平均而言，異性戀男性往往會被外表年輕且具有對稱面孔、豐滿乳房和低腰臀比等特徵的女性所吸引。 平均而言，異性戀女性經常會被身高比自己高的男性所吸引，這些男性表現出高度的面部對稱性、男性化的面部異形、上半身力量、寬肩、相對較窄的腰部和 V 形軀幹。

## 一般影响因素
一般来说，身体吸引力可以从多个角度来理解：包括跨越所有人类文化的普遍认知、文化和社会层面，以及个体的主观偏好。对吸引力的感知会在就业或社会机会、友谊、性行为和婚姻等方面显著影响他人对一个人的判断。
某些身体特征在男性和女性中都被认为具有吸引力，尤其是身体和面部的对称性。 不过，也有一项相反的研究指出，“绝对完美”的对称可能会令人感到“不安”。[从进化的角度来看，对称性可能是一种健康的信号，因为不对称可能“意味着曾经生过病或受过伤”。 有研究表明，人们甚至可以在仅仅一百分之一秒的瞬间瞥见一张图片时，就在潜意识层面“感知美感”。其他重要的吸引力因素包括年轻感、皮肤的清晰度与光滑度，以及眼睛和头发的“鲜明色彩”。然而，这些标准因性别的不同而存在诸多差异。
一项于1921年进行的研究分析了大学生对这些特质的报告，认为静态特征（如五官的美丑）在影响吸引力方面的重要性不及一组动态的身体元素，例如表现行为、亲和的性格、优雅的举止、贵族般的气质、社交能力以及个人习惯。
Grammer及其同事提出了美的八大“支柱”：年轻感、对称性、平均性（面部特征的平均程度）、性激素标志、体味、动作、肤色和头发质地。 在萨摩亚的传统观念中，身体脂肪是可以接受的，甚至被认为具有吸引力。